# Трав'яний краб
Трав'яний краб (Carcinus) — рід крабів родини Portunidae, який містить два види: Carcinus maenas, відомий вид-вселенець, і C. aestuarii, вид ендемік Середземного моря. Наукова назва роду походить від (грец. Καρκίνος Рак).